# Mann Made
Mann Made — второй в Великобритании (и четвертый в США) студийный альбом британской группы Manfred Mann.
В Великобритании альбом был выпущен лейблом HMV Records 15 октября 1965 года (в моно и стерео вариантах), а в США — лейблом Ascot Records (подразделение United Artists Records) 5 ноября того же года. В Канаде альбом был выпущен лейблом Capitol Records 6 июня 1966 года, при этом «I Really Do Believe» и «Hi-Lili Hi-Lo» были заменены композициями «She Needs Company» и «Pretty Flamingo».
По сравнению с предыдущим альбомом, звучание Mann Made несколько сместилось от ритм-энд-блюза в сторону поп-музыки.

## Список композиций

### сторона А
1. «Since I Don’t Have You» (Jimmy Beaumont, Joseph Rock, Lenny Martin, Janet Vogel) — 2:35
2. «You’re for Me» (Mike Vickers) — 2:53
3. «Look Away» (Jerry Ragovoy, Bob Russell) — 2:18
4. «The Abominable Snowmann» (Vickers) — 2:43
5. «Watch Your Step» (Bobby Parker) — 2:13
6. «Stormy Monday» (T-Bone Walker) — 3:39
7. «I Really Do Believe» (Paul Jones) — 3:05

### сторона Б
1. «Hi-Lili, Hi-Lo» (Helen Deutsch, Bronisław Kaper) — 2:40
2. «The Way You Do the Things You Do» (Smokey Robinson, Bobby Rogers) — 2:41
3. «Bare Hugg» (Mike Hugg) — 3:50
4. «You Don’t Know Me» (Eddy Arnold, Cindy Walker) — 3:54
5. «L.S.D.» (Tom McGuinness) — 3:50
6. «I’ll Make It Up to You» (Ragovoy, Ben Raleigh) — 3:14

## Участники записи
- Манфред Манн — клавишные
- Пол Джонс — вокал, губная гармоника
- Майкл Хагг — ударные, вибрафон
- Майк Уикерс — гитара, флейта, саксофон
- Том Макгиннесс — бас-гитара, гитара, бэк-вокал
- Джек Брюс — бас-гитара, бэк-вокал
- Lyn Dobson — флейта